# Manuel Romero Bejarano
Manuel Romero Bejarano (Jerez de la Frontera, Cádiz, 1973) es un historiador, conocido principalmente por su participación en los concursos Saber y ganar, Pasapalabra y ¡Boom!.

## Formación
Comenzó estudiando Publicidad. Tras realizar sus estudios de Geografía e Historia, se especializó en Historia del Arte y obtuvo el doctorado posteriormente.

## Aparición en medios

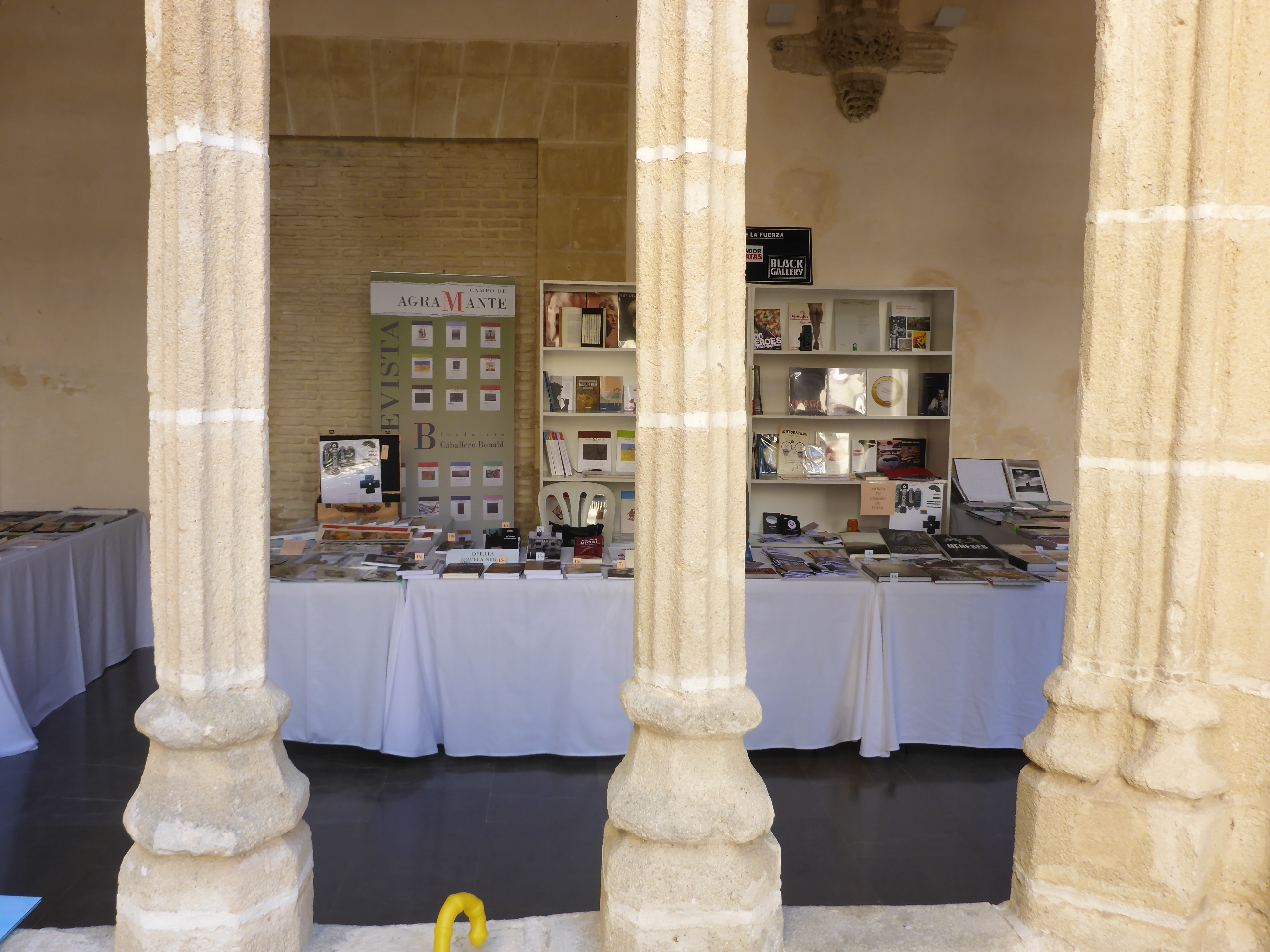
En el stand de su librería en la Feria del Libro.

Fue magnífico de Saber y ganar en 2001 llegando a 88 programas y alcanzando posteriormente los 100, el límite máximo de participaciones en esa época.
En marzo de 2004 se hizo muy conocido al ganar en el concurso televisivo Pasapalabra el premio más alto jamás concedido hasta esa fecha por un programa de televisión en España.
En 2015 se reincorporó a Saber y ganar tras los especiales que se hicieron en La 1, en esta última participación alcanzó la cifra de 200 programas, convirtiéndose en el segundo concursante que lo lograría.
Por último, participó en el programa ¡Boom! de Antena 3, formando parte del equipo "Los Dispersos". Compartió grupo con Óscar Díaz, Victoria Folgueira y Miguel Ángel Gómez, los cuales permanecieron 324 programas en el concurso y ganaron 1.550.700 euros.

## Actividad como escritor
Es autor del libro Breve Historia de Jerez de la Frontera. De los orígenes a Pilar Sánchez (2009) además de ser colaborador habitual en medios de comunicación.
En 2015 publicó Jerezanos bizarros de ayer y siempre, un repaso por varios personajes históricos curiosos que vivieron o nacieron en su ciudad natal.
Ha escrito varias guías de su ciudad como Iglesias y Conventos de Jerez (2018) o Una visita a Jerez (2022).

## Reconocimientos
- Premio Ciudad de Jerez 2015 a la Difusión.[13]